# Feiung (Immunologie)
Unter Feiung versteht man den bakteriologischen Vorgang der Immunisierung durch Infektion mit erwünschten Keimen.
Der Geburtsvorgang beim Menschen ist von Natur aus so vorgesehen, dass das Kind sich beim Geburtsvorgang dreht und dabei mit dem Gesicht zum After der Mutter zur Welt kommt. Da der Kopf die dickste Stelle des Neugeborenen ist, wird in diesem Moment meistens ein Stuhlgang bei der Mutter ausgelöst.
Dies ist erwünscht, da so das Kind die Bakterien der Mutter mitbekommt, gegen die es schon die entsprechenden Antikörper hat. Damit kann sich die Darmflora des Kindes entsprechend entwickeln.
Es gibt Kliniken in Deutschland, die um den Effekt der Feiung zu erzielen, bei geplanten Kaiserschnitten, zuvor Colibakterien der Mutter entnehmen, um diese dem Kind direkt nach der Geburt zuzuführen.